# Trigger Alpert
Herman "Trigger" Alpert (Indianapolis, 3 september 1916 – 22 december 2013) was een Amerikaanse jazzcontrabassist.
Alpert studeerde eind jaren dertig aan Indiana University. In New York speelde hij in 1940 bij Alvino Rey en, kort daarna, Glenn Miller (met wie hij ook opnam). In datzelfde decennium werkte hij met Tex Beneke en Benny Goodman (waar hij een radioprogramma mee had). Ook nam hij op met Bud Freeman, Ella Fitzgerald, Muggsy Spanier, Roy Eldridge, Louis Armstrong, Ray McKinley, Bernie Leighton (1945-1946), Johnny Guarnieri, Frank Sinatra, Woody Herman en Jerry Jerome. In de jaren vijftig stond hij in de opnamestudio met Artie Shaw, Coleman Hawkins, het Sauter-Finegan Orchestra, Mundell Lowe, Don Elliott, Gene Krupa en Buddy Rich. In 1956 nam hij een album als leider op voor Riverside Records. Musici die hem daarop begeleidden waren onder meer Tony Scott, Zoot Sims, Al Cohn en Urbie Green. In 1970 verliet hij de muziek en ging zich wijden aan fotografie.

## Discografie
- Trigger Happy!, Riverside, 1956
- Club Basin Street, Stepheny, 1957